# Austrocidaria haemophaea
Austrocidaria haemophaea là một loài bướm đêm trong họ Geometridae.